# Humbannikaix II
Humbannikaix II o Humban-nikaš II va ser rei d'Elam entre els anys 653 aC i 652 aC. El seu breu regnat es va iniciar després de la decapitació del seu predecessor Teumman l'any 653 aC.
Va governar una part d'Elam mentre el seu germà Tammaritu I en governava una altra. Urtak, el pare, havia governat Elam des del 675 aC al 664 aC, quan va morir i el va succeir Teumman, el seu nebot. Els dos fills van haver de fugir d'Elam per escapar de Teumman, i es van refugiar a Assíria, a Nínive. Segons sembla, Humbannikaix II era el fill gran.
Després de la mort de Teumman, el rei assiri Assurbanipal va dividir el regne d'Elam, i va posar al front de Madaktu amb el títol de "rei" a Humbannikaix, i a Tamaritu el va nomenar "rei" d'Hidali. Mentrestant Assurbanipal s'enfrontava al seu germà Xamaix-xuma-ukin, rei de Babilònia, que s'havia revoltat contra ell. Humbannikaix es va unir a la rebel·lió, i va enviar tropes en ajuda de Xamaix-xuma-ukin l'any 652 aC. El rei d'Assíria va derrotar el seu germà i a les forces elamites, i poc després, un home anomenat Tammaritu, que no era el germà d'Humbannikaix, va ser posat al tron d'Elam. Els historiadors el coneixen amb el nom de Tammaritu II.